# Bennie Streuer

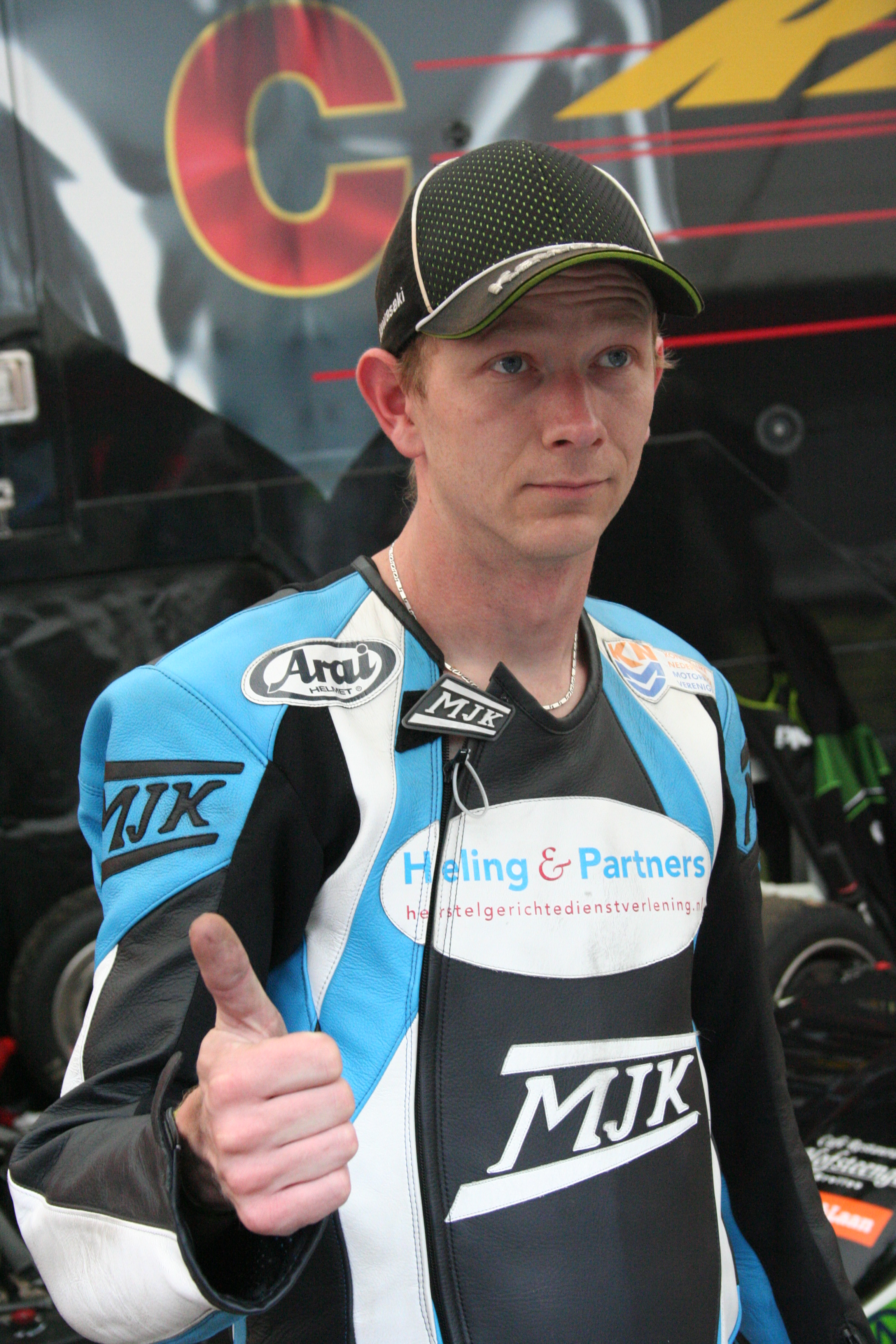
Bennie Streuer (2018)

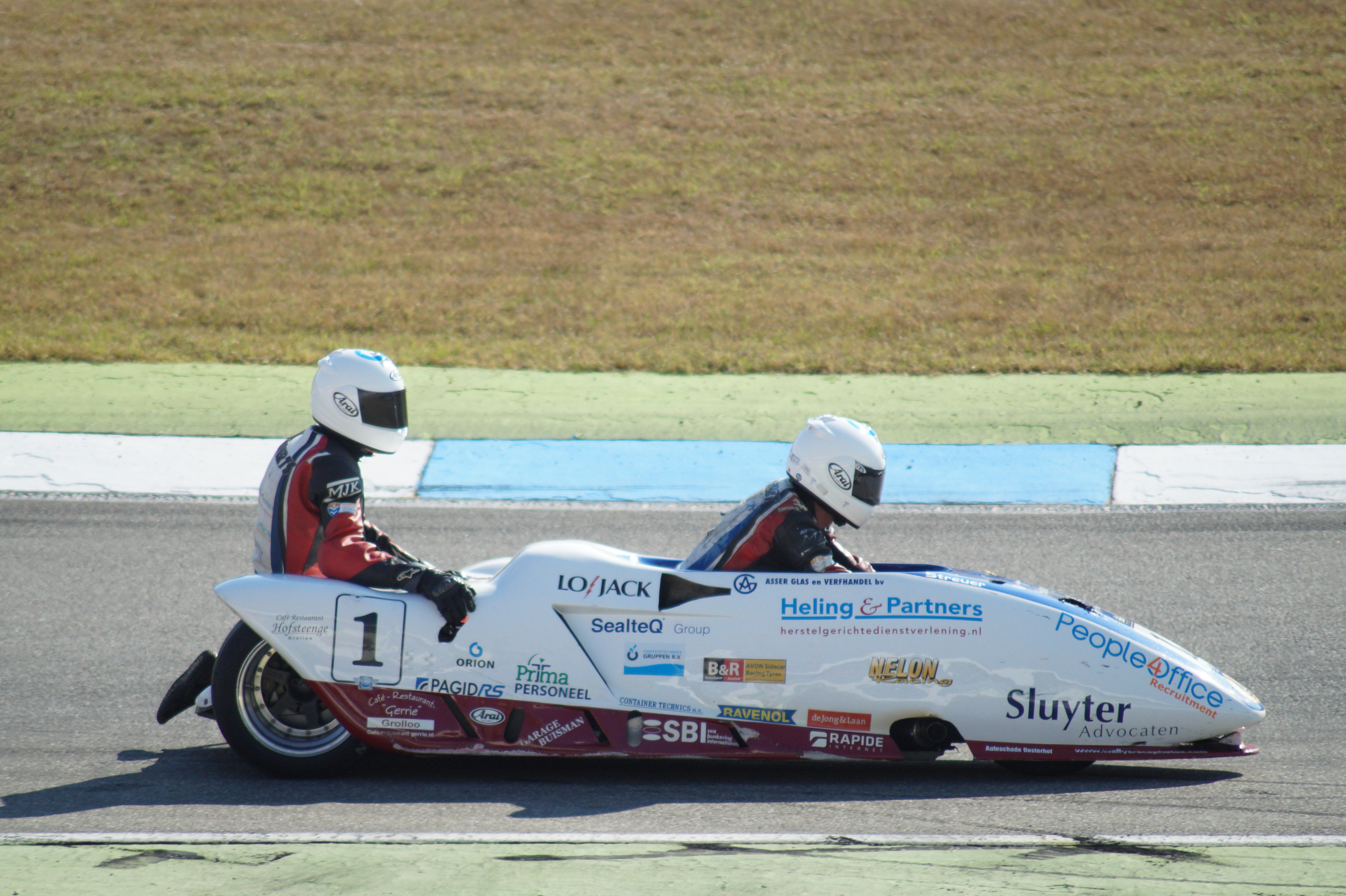
Bennie Streuer mit Beifahrer Geert Koerts beim Finale der IDM Sidecar 2016 auf dem Hockenheimring

Bennie Streuer (* 16. April 1984 in Assen) ist ein niederländischer Motorradrennfahrer, der im Seitenwagenrennsport aktiv ist.

## Privates
Bennie Streuer ist der Sohn vom dreifachen Seitenwagen-Weltmeister Egbert Streuer. Seine Freundin Ilse de Haas ist selbst Fahrerin und Beifahrerin im Seitenwagenrennsport.

## Karriere
Streuer begann 2007 in der Niederländischen Meisterschaft seine Karriere als Seitenwagen-Rennfahrer und gewann 2010 mit Beifahrer Kees Endeveld seinen ersten Meistertitel. 2011 konnte die Fahrerpaarung den Titel erneut gewinnen, 2012 bekam er in der Saison, mit Freek Dirksen, einen neuen Beifahrer und sie wurden zum dritten Mal Niederländische Meister. In der Saison 2014 erreichte Streuer mit seinem Beifahrer Geerd Koerts in Rijeka erstmals das Siegerpodest in der Seitenwagen-Weltmeisterschaft, bei der Dutch TT wiederholten sie das.
2015 fuhr Streuer seine stärkste Saison. In Brands Hatch gelang ihm mit Passagier Geerd Koerts der erste WM-Laufsieg, obwohl das Rennen gemeinsam mit der British Superbike Championship ausgetragen wurde und Streuer insgesamt nur Rang 7 erreichte. Bei seinem Heimrennen auf dem TT Circuit Assen gelang ihm ein weiterer Erfolg. Insgesamt erreichte das Team acht Podestplätze und feierte damit den Weltmeistertitel, fünf Punkte vor Tim Reeves und genau 29 Jahre nachdem sein Vater Egbert Streuer seinen dritten WM-Titel holte.
2016 gewann Streuer seinen ersten und bisher einzigen Deutschen Meistertitel in der IDM Sidecar mit Beifahrer Geert Koerts und Gerard Daalhuizen, außerdem wurde er zum vierten Mal niederländischer Meister.

## Erfolge
| Jahr | Klasse                                        | Titel                    |
| ---- | --------------------------------------------- | ------------------------ |
| 2010 | Niederländische Motorrad-Straßenmeisterschaft | Niederländischer Meister |
| 2011 | Niederländische Motorrad-Straßenmeisterschaft | Niederländischer Meister |
| 2012 | Niederländische Motorrad-Straßenmeisterschaft | Niederländischer Meister |
| 2015 | Seitenwagen-Weltmeisterschaft                 | Weltmeister              |
| 2016 | IDM Sidecar                                   | Deutscher Meister        |
| 2017 | IDM Sidecar                                   | Platz 3                  |
| 2018 | IDM Sidecar                                   | Vizemeister              |
| 2020 | IDM Sidecar 600                               | Vizemeister              |

## Verweise